# 吉田郵便局 (広島県)
吉田郵便局（よしだゆうびんきょく）は、広島県安芸高田市にある郵便局。民営化前の分類では集配特定郵便局であった。

## 概要
住所：〒731-0599 広島県安芸高田市吉田町吉田649-4

## 沿革
- 1874年（明治7年）11月16日 - 吉田郵便取扱所として開設[1]。
- 1875年（明治8年）1月1日 - 吉田郵便局（五等）となる。
- 1882年（明治15年）11月16日 - 為替・貯金取扱を開始。
- 1893年（明治26年）2月16日 - 吉田郵便電信局となる。
- 1903年（明治36年）4月1日 - 通信官署官制の施行に伴い吉田郵便局となる。
- 1953年（昭和28年）9月1日 - 電気通信業務の取り扱いを吉田電報電話局に移管[2]。
- 1956年（昭和31年）9月1日 - 電話通話および和文電報受付事務の取り扱いを開始。
- 1969年（昭和44年）9月29日 - 入江郵便局[3]から集配業務の一部[4]を移管。同日、特定郵便局から普通郵便局に局種別改定。
- 1998年（平成10年）3月24日 - 普通郵便局から特定郵便局に局種別改定。
- 2006年（平成18年）9月11日 - 八千代郵便局（〒731-0399→〒731-0305）、甲田郵便局（〒739-1199→〒739-1101）、向原郵便局（〒739-1299→〒739-1201）から集配業務を移管[5]。
- 2007年（平成19年）3月5日 - ゆうゆう窓口を廃止。
- 2007年（平成19年）10月1日 - 民営化に伴い、併設された郵便事業高陽支店吉田集配センターに一部業務を移管。
- 2012年（平成24年）10月1日 - 日本郵便株式会社発足に伴い、郵便事業高陽支店吉田集配センターを吉田郵便局に統合。

## 取扱内容
- 郵便、印紙、ゆうパック、内容証明
- 貯金、為替、振替、振込、国際送金、国債
- 生命保険、バイク自賠責保険
- ゆうちょ銀行ATM
- 安芸高田市のうち吉田町、八千代町、甲田町、向原町（〒731-05xx、731-03xx、739-11xx、739-12xx）の集配業務

## 周辺
- 安芸高田市役所
- ゆめタウン吉田
- 広島県立吉田高等学校

## アクセス
- 備北交通バス 安芸高田市役所前停留所下車
- 中国自動車道 高田ICから南へ約8.5km
- 国道54号沿い
- 駐車場あり：15台

## 出身者
- 藤本悦志（元・吉田郵便局長）第5代安芸高田市長